# World Wide Live
World Wide Live е вторият официален концертен албум на германската рок група „Скорпиънс“, издаден през 1985 г. в Европа от „Харвест Рекърдс“/„И Ем Ай Рекърдс“ и в Съединените американски щати от „Мъркюри Рекърдс“. За разлика от други продукции записани на живо, които обикновено се записват на един концерт или участие, World Wide Live съдържа песни, взети от различни концерти, които групата прави през 1984 г., като част от промоционалното турне за албума Love at First Sting. Китаристът Рудолф Шенкер отбелязва, че изборът на песни е трудна и досадна задача, предвид обемът от десетки касети за преглед. Включените в албума песни са взети само от студийните албуми, записани с водещия китарист Матиас Ябс, тоест от Lovedrive (1979) до Love At First Sting (1984).
Албумът получава положителни отзиви от специализираната преса, която го определя като компилация записана на живо с най-големите хитове на групата. World Wide Live постига добри позиции в музикалните класации на няколко държави и влиза в десетте най-продавани албума в Германия, Австрия, Испания, Финландия и Швеция. В Съединените американски щати той достига № 14 в класацията „Билборд 200“, а през 1986 г. Асоциацията на звукозаписната индустрия в Америка го акредитира като „златен“, с продадени повече от един милион копия. С други сертификати, предоставени от други национални и международни организации, през август 1986 г. се изчислява, че продажбите на World Wide Live в световен мащаб са около пет милиона копия.
В допълнение към аудиозаписа, World Wide Live е издаден и на видеокасета, с изображения, заснети в 24 града в десет държави, между април 1984 г. и февруари 1985 г., и с включени 11 песни (десет на живо и една студийна), интервюта и кадри от пътуване по време на турнето Love at First Sting Tour. През 2015 г., като част от честването на 50-тата годишнина на групата, двете издания са ремастерирани и като бонус материал е включен кратък документален филм за създаването му.

## Описание
През 1984 г. „Скорпиънс“ издават албума Love at First Sting, който положително се отразява на популярността им на няколко големи световни пазара, особено в Съединените американски щати. Смятан за един от най-успешните им албуми, той получава няколко златни и платинени сертификати и заема високи позиции в музикалните класации, като същевременно включва три от най-известните песни на групата: Rock You Like a Hurricane, Big City Nights и Still Loving You. Този успех продължава и на съответното им концертно турне Love at First Sting Tour от 23 януари 1984 г. до 3 декември същата година, където „Скорпиънс“ свирят пред 2,2 милиона души, според „Вашингтон Поуст“ По-късно турнето е продължено до 1985 и 1986 г., с изяви главно на музикални фестивали като „Рок в Рио“ в Рио де Жанейро и „Монстърс ъф Рок“ в Англия.

## Записване
За разлика от други албуми записани на живо, в които обикновено са включени песни от един определен концерт, World Wide Live съдържа песни, взети от различни концерти направени през 1984 г. Местата и градовете са изброени на задната корица на албума, както следва: Двореца на спорта „Берси“ в Париж, Франция (29 февруари), „Форъм“ в Лос Анджелис, Калифорния (24 и 25 април), Сан Диего, Калифорния (26 април), Коста Меса, Калифорния (28 април) и Кьолн, Германия (17 ноември).
По-голямата част от концертите през 1984 г. са записани и китаристът Рудолф Шенкер коментира, че изборът на песни е досаден и труден, защото има десетки касети за преглеждане. За да се постигне консенсус, всеки от музикантите прави списък с любимите си песни и с изключение на две песни, които Рудолф Шенкер не харесва, всички са на сходно мнение. След като се срещнаха в студиото на продуцента Дитер Диркс, те изслушват всички записани касети на всяка песен, за да изберат перфектната версия за албума. Въпреки че Рудолф Шенкер смята това за „огромна и безкрайна работа“, Клаус Майне казва, че китаристът е най-отдаден на процеса. Албумът съдържа песни, написани и записани след 1979 г., когато китаристът Матиас Ябс става постоянен член на „Скорпиънс“ и са взети от студийните албуми Lovedrive (1979), Animal Magnetism (1980), Blackout (1982) и Love at First Sting (1984).

## Издаване и представяне

### Аудио версия
World Wide Live е издаден на 20 юни 1985 г. в Европа от „Харвест Рекърдс“/„И Ем Ай Рекърдс“ и в Съединените американски щати от „Мъркюри Рекърдс“. Дългосвирещата плоча се състои от 19 песни, разпределени на две плочи, докато компактдискът съдържа само 15. Поради ограниченията за съхранение на втория носител, първата и втората част на Can't Get Enough, Another Piece of Meat и китарното соло на Матиас Ябс Six String Sting не са поместени в последния формат. Въпреки това, при следващите ремастерини издания те са добавени в същия ред, както при дългосвирещата плоча. На 24 юни 1985 г. албумът дебютира под № 9 в Германия и през следващата седмица достига най-високата си позиция № 4 в класацията. По същия начин през 1986 г. Федералната асоциация на музикалната индустрия го сертифицира като златен за продажба на повече от 250 000 копия в тази страна. В Испания достига осмо място в „Топ 100 албума“, а преди края на годината „Скорпиънс“ получават платинен сертификат от Испанските музикални продуценти, представляващ 100 000 продадени копия. Във Франция World Wide Live достига № 20 в националната музикална класация, а през 1986 г. Националният синдикат на фонографските издателства го сертифицира със златен сертификат, за продадени повече от 100 000 копия. На други места в Европа той се класира под № 4 в Австрия, № 9 във Финландия и Швеция, № 18 в Швейцария и Обединеното кралство и № 47 в Нидерландия. В седмицата от 24 юни 1985 г., World Wide Live дебютира под № 48 в европейския „Топ 100 албума“, изготвен от списание „Юротипшийт“, а на 12 август достига № 8 като най-висока позиция.
В англосаксонска Северна Америка, албумът влиза в Съединените американски щати под № 14 в „Билборд 200“ и № 12 в „Топ 100 албума“ на списание „Кеш Бокс“. На 19 август 1985 г. Асоциацията на звукозаписната индустрия в Америка го сертифицира като златен, а на 4 септември 1986 г. като платинен, за продажба на повече от един милион копия. В Канада, World Wide Live се класира на 39-то място в класация, разработен от списание „Ар Пи Ем“. През 1985 г. тогавашната Канадска асоциация на звукозаписната индустрия му издава златен сертификат, а три години по-късно платинен, представляващ продадени 100 000 копия. Със златни сертификати, предоставени от международните организации „Световни награди“ и „Награди за рок и поп изкуство“, до август 1986 г. се изчислява, че световните продажби на албума са около пет милиона копия.
За популяризирането на албума, на 7 януари 1985 г. „Харвест Рекърдс“ издава сингъла записан на живо No One Like You с The Zoo на обратната „Б“ страна на 7 и 12-инчови грамофонни плочи в Германия, Испания и Италия. Сингълът достига № 40 в Германия и № 69 във Франция.

### Пълна видео версия
На 22 август 1985 г., е издадена дълга видео версия е във формат видеокасета чрез звукозаписните компании „Ар Си Ей Рекърдс“ и „Кълъмбия Рекърдс“. Режисирано от Харт Пери и продуцирано от Марти Калнър, видеото включва кадри, заснети в 24 града в 10 държави, между април 1984 г. и февруари 1985 г., и се състои от 11 песни (10 на живо и една студио песен), интервюта и кадри от пътуването по време на световното турне на Love at First Sting Tour. Нюйоркската компания „Секънд Вижън“ отговаря за представянето на видеото, което е най-голямото, извършвано от компанията дотогава, според маркетинг мениджъра Сузане Кати. То включва две премиери, първо на 24 юли в Ню Йорк и след това на 25 юли в Лос Анджелис и прожекционно турне между 1 август и почивните дни в Деня на труда в 50 града, в зали с капацитет между 800 и 1800 души. В допълнение за популяризирането по радио станциите, продажбите на дребно и продаването на билети, „Ем Ти Ви“ създава ексклузивен видеоклип за Big City Nights, издаден през юли 1985 г.

## Възприемане

### Коментари на критиците
World Wide Live получава положителни отзиви от музикалните критици. Списание „Билборд“ го класира като един от акцентите за седмицата от 22 юни 1985 г. и отбелязва, че макар да не предлага изненади, албумът функционира като де факто колекция от хитове. Освен това, списанието отбеляза, че неговият „интелигентен баланс между атмосферата на арената и чистите звукови детайли трябва да разбие обичайните бариери както за двойни дискове, така и за концертни албуми.“ „Кеш Бокс“ коментира: „Дните, когато всеки издаваше двоен албум на живо, отдавна отминаха, но този пакет със специална цена улавя едно от най-добрите изпълнения в метъла на живо.“ Британският вестник „Мюзик Уийк“ отбелязва: „И четирите страни на този албум на живо, улавят „Скорпиънс“ не само на максимална скорост, но и силно и бързо.“ Тим Холмс от „Ролинг Стоун“ изтъква и четирите страни на албума като „чист инжектиран с адреналин метъл“; „компендиум от най-доброто на живо от последните им четири албума, с няколко дълги китарни скърца.“
Бари Вебър от „Олмюзик“ изразява мнение, че албумът е записан в разцвета на групата и го нарича „единственият заслужаващ внимание концертен албум на „Скорпиънс“ и задължителен за техните фенове“. „Класик Рок“ коментира, че „изпълненията са безмилостно напрегнати и безмилостно изпълнени“, където „записът е страничен продукт на документален проект, който се фокусира върху живота на групата като рок група на турне“. Едуардо Ривадавия от „Ултимейт Класик Рок“ коментира, че World Wide Live е „доста пълен с акценти от четирите най-нови студийни албума на групата“ и техните „изображения и музиката, която ги заобикаля, най-често идват на ум“.

## Ремастирано издание за 50-тата годишнина
Във връзка с честването на 50-тата годишнината на групата, на 6 ноември 2015 г. албумът, е преиздаден под заглавието World Wide Live 50th Anniversary. Това ново издание включва първоначалните аудио записи от 1985 г., а също и аудиовизуални на цифров многоцелеви диск. Изданието включва и кратък документален филм за създаването на албума, с добавени интервюта с Клаус Майне, Рудолф Шенкер, Матиас Ябс и Херман Раребел.

## Списък с песните
Страна едно
1. Countdown (инструментал) (Клаус Майне, Матиас Ябс) – 0:31
2. Coming Home (Рудолф Шенкер, Клаус Майне) – 3:15
3. Blackout (Рудолф Шенкер, Клаус Майне, Херман Раребел, Соня Кителсен) – 3:40
4. Bad Boys Running Wild (Рудолф Шенкер, Клаус Майне, Херман Раребел) – 3:47
5. Loving You Sunday Morning (Рудолф Шенкер, Клаус Майне, Херман Раребел) – 4:36
6. Make it Real (Рудолф Шенкер, Херман Раребел) – 3:27

Страна две
1. Big City Nights (Рудолф Шенкер, Клаус Майне) – 4:49
2. Coast to Coast (Рудолф Шенкер) – 4:40
3. Holiday (Рудолф Шенкре, Клаус Майне) – 3:12
4. Still Loving You (Рудолф Шенкер, Клаус Майне) – 5:44

Страна три
1. Rock You Like a Hurricane (Рудолф Шенкер, Клаус Майне, Херман Раребел) – 4:04
2. Can´t Live Without You (Рудолф Шенкер, Клаус Майне) – 5:28
3. Another Piece of Meat (Херман Раребел, Рудолф Шенке) – 3:36

Страна четири
1. The Zoo (Рудолф Шенкер, Клаус Майне) – 5:46
2. No One Like You (Рудолф Шенкер, Клаус Майне) – 4:07
3. Dynamite (Рудолф Шенкер, Клаус Майне, Херман Раребел) – 7:05
4. Can't Get Enough, Част 1 (Рудолф Шенкер, Клаус Майне) – 1:59
5. Six String Sting (Матиас Ябс) – 5:18
6. Can't Get Enough, Част 2 (Рудолф Шенкер, Клаус Майне) – 1:52

## Състав
| - Клаус Майне – вокали и ритъм китара на Coast to Coast - Рудолф Шенкер – ритъм китара, освновна китара на Big City Nights и Still Loving You и хор - Матиас Ябс – основна китара, акустична и ритъм китара на Big City Nights и Still Loving You и хор - Херман Раребел – барабани и хор - Франсис Буххолц – бас и хор Източник на информацията: Задната обложка на World Wide Live. | - Дитер Диркс – продуцент - Дитер Диркс и Майк Бейригер – смесване - Боб Лудвиг – звуково инженерство - Франц Епинг – дизайн на обложката - Робърт Елис – фотография |

## Позиция в класациите
| Класация                             | Най-висока позиция | Източник |
| ------------------------------------ | ------------------ | -------- |
| Австрия                              | 4                  | [ 10 ]   |
| Великобритания („Ю Кей Албумс Чарт“) | 18                 | [ 49 ]   |
| Германия                             | 4                  | [ 34 ]   |
| Европа („Европейски Топ 100 Албуми“) | 8                  | [ 23 ]   |
| Испания                              | 8                  | [ 13 ]   |
| Канада                               | 39                 | [ 27 ]   |
| Нидерландия                          | 47                 | [ 21 ]   |
| САЩ („Билборд 200“)                  | 14                 | [ 24 ]   |
| САЩ („Кеш Бокс Топ 100 Албуми“)      | 12                 | [ 25 ]   |
| САЩ („Кеш Бокс Топ 40 Компактдиска“) | 33                 | [ 50 ]   |
| Финландия                            | 9                  | [ 17 ]   |
| Франция                              | 20                 | [ 15 ]   |
| Швеция                               | 9                  | [ 18 ]   |
| Швейцария                            | 18                 | [ 19 ]   |
| Япония                               | 43                 | [ 51 ]   |

| Класация                        | Най-висока позиция | Източник |
| ------------------------------- | ------------------ | -------- |
| Германия                        | 27                 | [ 52 ]   |
| САЩ („Кеш Бокс Топ 100 Албуми“) | 45                 | [ 53 ]   |

### Седмични класации пълна видео версия
| Класация                                       | Най-висока позиция | Източник |
| ---------------------------------------------- | ------------------ | -------- |
| Великобритания („Мюзик Уийк“)                  | 91                 | [ 54 ]   |
| САЩ („Билборд Топ Мюзик Видеокасети“)          | 6                  | [ 55 ]   |
| САЩ („Билборд Топ Мюзик Видеокасети Продажби“) | 32                 | [ 56 ]   |
| САЩ („Кеш Бокс Топ 15 Мюзик Видеокасети“)      | 7                  | [ 57 ]   |

### Позиция в класациите за 50-тата годишнина
| Класация (2015 г.) | Най-висока позиция | Източник |
| ------------------ | ------------------ | -------- |
| Белгия (Валония)   | 110                | [ 58 ]   |
| Германия           | 52                 | [ 59 ]   |
| Испания            | 78                 | [ 60 ]   |
| Япония             | 48                 | [ 61 ]   |

## Сертификати

### Аудио версия
| Държава              | Сертифициращ орган                                 | Сертификат | Сертифицирани продажби | Източник |
| -------------------- | -------------------------------------------------- | ---------- | ---------------------- | -------- |
| Германия             | Федерална асоциация на музикалната индустрия       | Златен     | 250 000                | [ 12 ]   |
| Испания              | Испански музикални продуценти                      | Платинен   | 100 000                | [ 14 ]   |
| Канада               | Канадската асоциация на звукозаписната индустрия   | Платинен   | 100 000                | [ 28 ]   |
| САЩ                  | Асоциация на звукозаписната индустрия в Америка    | Платинен   | 1 000 000              | [ 26 ]   |
| Франция              | Националения синдикат на фонографските издателства | Златен     | 100 000                | [ 16 ]   |
| Глобални сертификати |                                                    |            |                        |          |
| —                    | Награди за рок и поп изкуство                      | Златен     | 500 000                | [ 30 ]   |
| —                    | Световни награди                                   | Златен     | 500 000                | [ 29 ]   |

### Видео версия
| Държава | Сертифициращ орган                              | Сертификат | Сертифицирани продажби | Източник |
| ------- | ----------------------------------------------- | ---------- | ---------------------- | -------- |
| САЩ     | Асоциация на звукозаписната индустрия в Америка | Златен     | 50 000                 | [ 62 ]   |

## Цитати
1. ↑  Popoff 2016, с. 102.
2. ↑  Rivadavia, Eduardo. Scorpions Albums Ranked Worst to Best //   ultimateclassicrock.com, 2015-09-18. Посетен на 2023-04-05. (на английски)
3. 1 2 3  Weber, Barry. AllMusic Review by Barry Weber //  Biography.   allmusic.com. Посетен на 2023-04-05. (на английски)
4. ↑  Yasui, Todd. THE SIGN OF THE SCORPIONS //   washingtonpost.com, 1988-08-30. Посетен на 2023-04-05. (на английски)
5. ↑  Love at First Sting Tour //  Live.   the-scorpions.com. Посетен на 2023-04-05. (на английски)
6. ↑  ALBUM DETAILS World Wide Live //  Discography.   the-scorpions.com. Посетен на 2023-04-05. (на английски)
7. ↑  Popoff 2016, с. 120.
8. ↑  Popoff 2016, с. 120 и 122.
9. 1 2  Popoff 2016, с. 119.
10. 1 2 3  Scorpions - World Wide Live //   austriancharts.at. Посетен на 2023-04-05. (на немски)
11. ↑  Scorpions World Wide Live Album //   offiziellecharts.de. Посетен на 2023-04-05. (на немски)
12. 1 2  GOLD-/PLATIN-Datenbank //   musikindustrie.de. Посетен на 2023-04-05. Вие трябва да Напишете SCORPIONS в Hier können Sie suchen nach:/Interpret (на немски)
13. 1 2  Salaverri 2015, с. 313.
14. 1 2  Spanish certifications for 1979-1990 //   mediafire.com. Посетен на 2023-04-05. Вие трябва да изтеглите PDF файла и да отидете на страница девет от него (на испански)
15. 1 2  Le Détail des Albums de chaque Artiste //   infodisc.fr. Посетен на 2023-04-05. Вие трябва да изберете SCORPIONS от падащото меню (на френски)
16. 1 2  Les Certifications depuis 1973 //   infodisc.fr. Посетен на 2023-04-05. Вие трябва да изберете SCORPIONS от падащото меню (на френски)
17. 1 2  Pennanen 2021, с. 229.
18. 1 2  SCORPIONS - WORLD WIDE LIVE (ALBUM) //   swedishcharts.com. Посетен на 2023-04-05. (на английски)
19. 1 2  Scorpions – World Wide Live //  hitparade.ch.   Посетен на 2023-04-05. (на английски)
20. ↑  WORLD WIDE LIVE THE SCORPIONS //  Official albums Chart results matching.   officialcharts.com. Посетен на 2023-04-05. (на английски)
21. 1 2  Scorpions - World Wide Live //   dutchcharts.nl. Посетен на 2023-04-05. (на английски)
22. ↑  European Top 100 Albums VOLUME 2- NO 25 - WEEK OF JUNE 24TH 1985 (PDF) //   Music and Media, 1985-06-24. p. Page 6 (14). Посетен на 2023-04-05. (на английски)
23. 1 2  European Top 100 Albums VOLUME 2- NO 32 - WEEK OF AUGUST 12TH 1985 (PDF) //   Music and Media, 1985-08-12. p. Page 16 (8). Посетен на 2023-04-05. (на английски)
24. 1 2  Chart History Scorpions The Billboard 200 //   billboard.com. Посетен на 2023-04-05. (на английски)
25. 1 2  Cashbox Top 100 Albums (PDF) //   Cash Box, 1985-09-14. Посетен на 2023-04-05. (на английски)
26. 1 2  Gold & Platinum //  SCORPIONS.   riaa.com. Посетен на 2023-04-05. (на английски)
27. 1 2  Top Albums/CDs - Volume 43, No. 2, September 21 1985 //   RPM, 1985-09-21.  Архивиран от оригинала на 2014-02-24. Посетен на 2023-04-05. (на английски)
28. 1 2  Gold/Platinum //   musiccanada.com. Посетен на 2023-04-05. (на английски)
29. 1 2  World Wide Awards - Scorpions/World Wide Live //   1.bp.blogspot.com.  Архивиран от оригинала на 2020-12-06. Посетен на 2023-04-05. (на английски)
30. 1 2  Rock & Pop Art Awards - Scorpions/World Wide Live //   1.bp.blogspot.com.  Архивиран от оригинала на 2020-12-06. Посетен на 2023-04-05. (на английски)
31. ↑  By special invitation (PDF) //  Metal's heavy discipline.   Music Week, 1986-08-16. p. Page 28. Посетен на 2023-04-05. (на английски)
32. ↑  Scorpions – No One Like You (Live!) //  Scorpions.   discogs.com. Посетен на 2023-04-05. (на английски)
33. ↑  No One Like You (Live) //  DISCOGRAPHY.   the-scorpions.com. Посетен на 2023-04-05. (на английски)
34. 1 2  Scorpions No One Like You Single //   Посетен на 2023-04-05. (на немски)
35. ↑  Accès direct à ces Artistes //   infodisc.fr. Посетен на 2023-04-05. Вие трябва да изберете SCORPIONS от падащото меню (на френски)
36. 1 2  McCORMICK, MOIRA. `Scorpions Live' Set for 50-City Screening `Tour' (PDF) //  Home video.   Billboard, 1985-07-20. Посетен на 2023-04-05. (на английски)
37. ↑  Scorpions – World Wide Live //  Scorpions.   discogs.com. Посетен на 2023-04-05. (на английски)
38. ↑  New Video Clips (PDF) //  Video music.   Billboard, 1985-07-06. Посетен на 2023-04-05. (на английски)
39. 1 2  Scorpions: World Wide Live - Album Of The Week Club review //  Classic Rock.   loudersound.com, 2022-07-04. Посетен на 2023-04-05. (на английски)
40. ↑  Popoff 2005, с. 319.
41. ↑  Larkin 2006, с. 1976.
42. ↑  SCORPIONS World Wide Live PRODUCER: Dieter Dierks Mercury 842 344 (PDF) //  SPOTLIGHT.   Billboard, 1985-06-22. p. Page 66 (64). Посетен на 2023-04-05. (на английски)
43. ↑  WORLD WIDE LIVE — Scorpions — Mercury 824 344-1 — Producer: Dieter Dierks — List: 10.98 — Bar Coded (PDF) //  ALBUM RELEASES.   Cash Box, 1985-06-22. Посетен на 2023-04-05. (на английски)
44. ↑  Reviews (PDF) //   Music Week, 1985-08-17. Посетен на 2023-04-05. (на английски)
45. ↑  HOLMES, TIM. Album Reviews //  Scorpions.   rollingstone.com, 1985-09-12.  Архивиран от оригинала на 2007-10-13. Посетен на 2023-04-05. (на английски)
46. ↑  Rivadavia, Eduardo. When the Scorpions Celebrated Their ’80s Peak With ‘World Wide Live’ //   ultimateclassicrock.com, 2015-06-20. Посетен на 2023-04-05. (на английски)
47. ↑  Scorpions – World Wide Live //  Scorpions.   discogs.com. Посетен на 2023-04-05. (на английски)
48. ↑  Scorpions (1985). World Wide Live (Contraportada). Harvest Records. 1C 164 24 0343 3.
49. ↑  SCORPIONS //  Albums.   officialcharts.com. Посетен на 2023-04-05. (на английски)
50. ↑  TOP 40 COMPACT DlSCS (PDF) //   Cash Box, 1985-11-30. Посетен на 2023-04-05. (на английски)
51. ↑  WORLD WIDE LIVE //  SCORPIONS Discography.   rockdetector.com.  Архивиран от оригинала на 2007-12-28. Посетен на 2023-04-05. (на английски)
52. ↑  Top 100 Album-Jahrescharts //  Offizielle Deutsche Charts.   offiziellecharts.de.  Архивиран от оригинала на 2022-10-07. Посетен на 2023-04-05. (на английски)
53. ↑  TOP 50 ALBUMS (PDF) //  YEAR END POLLS — 1985.   Cash Box, 1985-12-28. Посетен на 2023-04-05. (на английски)
54. ↑  MUSIC VIDEO (PDF) //   Music Week, 1986-03-22. p. 21. Посетен на 2023-04-05. (на английски)
55. ↑  TOPMUSIC VIDEOCASSETTES (PDF) //  Home video.   Billboard, 1985-11-23. p. 39. Посетен на 2023-04-05. (на английски)
56. ↑  TOPMUSIC VIDEOCASSETTES SALES (PDF) //   Billboard, 1985-10-26. p. 30. Посетен на 2023-04-05. (на английски)
57. ↑  TOP 15 MUSIC VIDEOCASSETTES (PDF) //  VIDEO NEWS.   Billboard, 1985-11-02. p. 29. Посетен на 2023-04-05. (на английски)
58. ↑  Scorpions – World Wide Live //   ultratop.be, 2015-11-14. Посетен на 2023-04-05. (на френски)
59. ↑  Six SCORPIONS Albums Simultaneously Land On German Chart //   blabbermouth.net, 2015-11-19. Посетен на 2023-04-05. (на английски)
60. ↑  SCORPIONS - WORLD WIDE LIVE (ALBUM) //   spanishcharts.com. Посетен на 2023-04-05. (на английски)
61. ↑  スコーピオンズのランキング情報 //   oricon.co.jp. Посетен на 2023-04-05.
62. ↑  Gold & Platinum SCORPIONS WORLD WIDE LIVE //   riaa.com. Посетен на 2023-04-05. (на английски)